# راوول لامبرت
راوول لامبرت، من مواليد 20 أكتوبر 1944، لاعب كرة قدم بلجيكي سابق.
و قد كان هداف الدوري البلجيكي في عام 1972 برصيد 17 هدف عندما كان يلعب مع نادي كلوب بروج، وقد لعب مع منتخب بلجيكا لكرة القدم بين عامي 1966 و1977، وقد شارك معهم في 33 مباراة دولية وسجل 18 هدف.

## روابط خارجية
- راوول لامبرت على موقع الاتحاد الدولي (مؤرشف)  (الإنجليزية)
- راوول لامبرت على موقع الاتحاد الأوربي (الإنجليزية)
- راوول لامبرت على موقع الاتحاد البلجيكي (الإنجليزية)
- راوول لامبرت على موقع قاعدة بيانات كرة القدم.إي يو (الإنجليزية)
- راوول لامبرت على موقع ناشيونال فوتبول تيمز (الإنجليزية)